# Camilo Luzuriaga
Carlos Camilo Luzuriaga (Loja, Equador; 1953) és un escriptor, productor i director de cinema equatorià.
Va ser actor i professor de fotografia en la Universitat Central de Quito i la Universitat Catòlica de Quito.
Va realitzar la seva primera peça cinematogràfica el 1977, el curtmetratge documental Tierra cañari, amb el qual va guanyar el primer lloc en el Concurs Nacional de Curtmetratges de Quito. El 1982 va realitzar el curtmetratge Chacón maravilla obtenint un primer premi en la categoria de cinema infantil del Festival de Tampere, Finlàndia. Amb el migmetratge Los mangles se van realitzat el 1984, va guanyar el Premi a la Millor pel·lícula educativa del Festival Internacional del Nou Cinema Llatinoamericà de l'Havana.
El 1990 realitza el seu primer llargmetratge anomenat La Tigra, obtenint el Premi a la Millor Pel·lícula i Millor Òpera Prima del Festival Internacional de Cinema de Cartagena de Indias.
Va realitzar el seu segon llargmetratge basat en la novel·la de l'escriptor equatorià Jorge Enrique Adoum el 1996, Entre Marx y una mujer desnuda, on va aconseguir, en el Festival de l'Havana obtenir el Premi Coral a la Millor Direcció Artística, i en el Festival de Cinema Llatinoamericà de Trieste, Itàlia va guanyar com a Millor Guió i Millor Banda Sonora.
En 2004 va ser part de la pel·lícula Crónicas de Sebastián Cordero, on interpretava al capità Rojas. També realitzà la pel·lícula Cara o cruz i el 2005 la pel·lícula Mientras llega el día.
En l'actualitat és Director d'INCINE, institut de realització i actuació de Quito on els joves estudiants poden «estudiar cinema fent cinema» (aquest és lema de l'institut). Molts dels estudiants que van cursar estudis en aquest institut han fet ja produccions de cinema, la més coneguda d'elles Los canallas.

## Filmografia
- Tierra cañari
- Chacón maravilla
- Los mangles se van
- La Tigra (1990)
- Entre Marx y una mujer desnuda (1996)
- 1809-1810: mientras llega el día (2004)
- Crónicas (2004)
- Cara o cruz
- Los canallas (2009)